# Сокіл бурий
Боривітер бурий (Falco berigora) — вид хижих птахів родини соколових (Falconidae).

## Поширення
Вид поширений в Австралії та Новій Гвінеї.

## Опис
Найбільший представник роду, завдовжки до 50 см. Відрізняється від інших соколів широкими крилами і довшими ногами. Трапляється у світлих, темних і в різноманітних проміжних формах забарвлення. У тварин зазвичай червоно-коричневі голови з вузькими чорними смугами зі світлою маківкою і брудно-білим підборіддям. Крила плямисті червоно-коричневі з темно-коричневими пером. Дзьоб світло-блакитно-сірий; очі карі.

## Підвиди
- Falco berigora novaeguineae — східна та центральна Нова Гвінея та прибережні райони Північної Австралії.
- Falco berigora berigora — Австралія (крім південного заходу) і Тасманія.
- Falco berigora occidentalis — південно-західна і центрально-західна Австралія.